# نهر أنتاينامبالانا
نهر أنتاينامبالانا أو نهر أنتاينامبالان(بالملغاشية: Antainambalana أو Antenambalana) هو نهر يقع في منطقة أنالانجيروفو شمال شرقي مدغشقر. ينبع من المرتفعات ليصب في خليج أنتونغيل والمحيط الهندي بالقرب من بلدة ماروانتسيترا.

## التاريخ
أطلق الملاحون الأوروبيون الأوائل اسم تينغبال على هذا النهر خلال القرن الثامن عشر.